# Dorímac
Dorimac (grec antic: Δορίμαχος, llatí: Dorimachus), fill de Nicòstrat, fou un militar etoli nascut a Tricònion.
L'any 221 aC va ser enviat a Figàlia, a la frontera amb Messènia, ciutat amb què la Lliga Etòlia tenia un pacte de simpoliteia ('ciutadania conjunta'), aparentment per ajudar a la defensa de la ciutat, però en realitat per vetllar els afers del Peloponnès i mirar de fomentar una guerra en què la Lliga Etòlia tenia interès. Amb un cos de lliberts va assolar Messènia, per molt que la Lliga estava aliada a aquest país. Totes les queixes les va rebre al principi amb negligència, després les va ignorar i finalment van ser contestades amb insults. La guerra finalment va esclatar sense decret de l'assemblea etòlia o del consell selecte, i es va dirigir no sols contra Messènia sinó també contra l'Epir, la Lliga Aquea, Acarnània i el Regne de Macedònia.
El 220 aC Dorímac i el líder etoli Escopes van envair el Peloponnès i van derrotar Arat de Sició a Càfies. Dorímac va participar en les operacions per capturar Cineta, a Arcàdia, en les quals els etolis van rebre l'ajut de l'il·liri Escerdílides, i la ciutat va ser ocupada i incendiada. Va prendre part també a l'atac frustrat contra Clítor i també va ser un dels caps de l'expedició fracassada contra Egira l'any 219 aC. A la tardor del 219 aC va ser nomenat estrateg de la Lliga i va assolar l'Epir destruint el temple de Dodona.
El 218 aC va envair Tessàlia per distreure a Filip V de Macedònia del seu setge sobre Pale, a Cefal·lènia, setge que finalment va haver d'aixecar per la traïció de Leonci, però llavors el rei macedoni va aprofitar l'absència de Dorímac per fer una incursió al cor d'Etòlia avançant cap a Termos, la capital, i saquejar-la.
Dorímac apareix altra vegada l'any 211 aC com un dels caps etolis que va signar un tractat d'aliança amb Roma davant de Marc Valeri Leví, dirigit contra Macedònia. El 210 aC va defensar sense èxit la ciutat tessàlia d'Equinos, atacada per Filip. El 204 aC va ser ser nomenat juntament amb Escopes com a legislador especial per establir noves lleis per fer front a la mala situació de la Lliga especialment degut als forts deutes contrets.
El 196 aC va ser enviat a Egipte per negociar un tractat de pau i amistat amb Ptolemeu V Epífanes probablement buscant la mediació del rei egipci amb Antíoc III el Gran del qual la lliga Etòlia volia l'aliança contra els romans. De Dorímac en parlen Polibi i Titus Livi.